# Spartiella animae
Spartiella animae är en svampart som beskrevs av Lichtw. 1998. Spartiella animae ingår i släktet Spartiella och familjen Legeriomycetaceae.   Inga underarter finns listade i Catalogue of Life.